# Sinnermen
Sinnermen è il primo album dei Not Moving, pubblicato dalla casa discografica Spittle Records nel 1986.

## Tracce
Lato A
1. Sinnerman
2. Catman
3. I Know Your Feelings
4. The Lost Bay
5. My Lovely Loved
6. Pray for Your God
7. You Really Got Me Babe

Lato B
1. A Wonderful Night to Die
2. Land of Nothing
3. A Life Long
4. Suicide Temple
5. Mr. Nothing
6. Ice Eyes Baby
7. In the Batland
8. Cocksucker Blues